# Ustawa o Rezerwie Federalnej
Ustawa o Rezerwie Federalnej – amerykańska ustawa, podpisana przez prezydenta Woodrowa Wilsona 23 grudnia 1913 roku, na mocy której powstał System Rezerwy Federalnej.